# (10189) Normanrockwell
(10189) Normanrockwell (1996 JK16) – planetoida z pasa głównego asteroid okrążająca Słońce w ciągu 4,37 lat w średniej odległości 2,67 j.a. Odkryta 15 maja 1996 roku.